# HMS G6
HMS G6 – brytyjski okręt podwodny typu G. Zbudowany w latach 1914–1916 w Armstrong Whitworth, Newcastle upon Tyne. Okręt został wodowany 23 października 1915 roku i  rozpoczął służbę w Royal Navy 3 marca 1916. 
W 1916 roku dowodzony przez Lt. Cdr  Claude’a Dobsona okręt należał do Jedenastej Flotylli Okrętów Podwodnych  (11th Submarine Flotilla) stacjonującej w Blyth. W 1918 roku służył w Dziesiątej Flotylli Okrętów Podwodnych  (10th Submarine Flotilla) stacjonującej w Tees. Jego zadaniem podobnie jak pozostałych okrętów klasy G było patrolowanie akwenów Morza Północnego w poszukiwaniu i zwalczaniu niemieckich U-Bootów.
4 listopada 1921 roku został sprzedany firmie Young z Sunderland.